# 1-j Zielonyj Sad
1-j Zielonyj Sad lub Pierwyj Zielonyj Sad (ros. 1-й Зелёный Сад) – osiedle typu wiejskiego w zachodniej Rosji, w sielsowiecie głamazdińskim rejonu chomutowskiego w obwodzie kurskim.

## Geografia
Miejscowość położona jest 6,5 km od centrum administracyjnego sielsowietu głamazdińskiego (Głamazdino), 15,5 km od centrum administracyjnego rejonu (Chomutowka), 100 km od Kurska.
W granicach miejscowości znajduje się 1 posesja.

## Demografia
W 2010 r. miejscowość nie posiadała mieszkańców.